# Salix conifera
Salix conifera är en videväxtart som beskrevs av Wangh.. Salix conifera ingår i släktet viden, och familjen videväxter. Inga underarter finns listade i Catalogue of Life.